# Теффт, Джон
Джон Фрэнсис Теффт (англ. John Francis Tefft; род. 16 августа 1949, Мадисон, Висконсин, США) — американский дипломат.
Посол США в Литве (2000—2003). Посол США в Грузии (2005—2009). Посол США на  Украине (2009—2013). Посол США в  России (2014—2017).
Владеет несколькими иностранными языками, включая иврит, венгерский, литовский и русский.

## Биография
Джон Теффт родился в городе Мэдисон в Висконсине в 1949 году. Он получил степень бакалавра в Университете Маркетта и степень магистра в Джорджтаунском университете. В 1972 году поступил на дипломатическую службу, работал в Венгрии, в Израиле.
В 1986—1989 годах Теффт занимал должность советника по военным и политическим вопросам при американском посольстве в Риме. В это время отношения между США и Италией были очень напряжёнными из-за военной базы «Сигонелла» на Сицилии. Существует мнение, что террористическая сеть «Гладио», которая усилила свою активность в Италии в этот период, координировалась ЦРУ и получала указания в том числе и от Джона Теффта.
С 1989 по 1992 год он был заместителем главы отдела по Советскому Союзу (позднее по России и СНГ) в государственном департаменте США, курировал военное направление. Вообще почти вся работа Теффта после 1989 года связана сначала с Советским Союзом, а после с постсоветским пространством. Эта его работа получила высокую оценку: в 1992 году он получил золотую медаль Госдепартамента. С 1992 по 1994 год он возглавлял отдел государственного департамента по вопросам Северной Европы.
С 1996 по 1999 годы Теффт занимал должность заместителя посла США в Москве, с ноября 1996 по сентябрь 1997 года был поверенным в делах США в России. В этот период он часто и по-дружески общался с Борисом Березовским. За свою работу в России в 1999 году награждён почётной медалью.

### Посол США в Литве
В 2000 году назначен послом США в Литве, где на парламентских выборах потерпели поражение верные сторонники США — консерваторы и к власти пришла Социал-демократическая партия во главе с бывшим лидером компартии республики Альгирдасом Бразаускасом. В итоге социал-демократы не изменили политический вектор страны: в 2003 году состоялся референдум о вступлении страны в ЕС, агитация была настолько серьёзной, что из 60 процентов явившихся на избирательные участки более 90 процентов поддержали вступление в Евросоюз. Одновременно шла подготовка интеграции Литвы и других стран Прибалтики в НАТО в рамках «пятого расширения» альянса, которое состоялось в 2004 году.
В 2002 году заключил сделку на 31 миллион долларов с министром обороны Литвы Линасом Линкявичюсом на приобретение 60 американских зенитно-ракетных противовоздушных комплексов «Стингер». Поводом для сделки якобы стала необходимость охраны неба над Игналинской АЭС. Вместе с тем её остановка была условием вступления в ЕС. В итоге «Стингеры» были поставлены в 2007 году, а на исходе 2009-го Игналинскую АЭС остановили.
С 2003 по 2004 год он занимал должность советника Национального военного колледжа по внешнеполитическим вопросам.

### Заместитель помощника госсекретаря по вопросам Европы и Евразии
В 2004—2005 годах Джон Теффт был заместителем помощника госсекретаря по вопросам Европы и Евразии, в этом качестве отвечал за отношения США с Россией, Украиной, Белоруссией и Молдавией. В 2001 и 2005 годах он был награждён президентскими наградами за похвальную службу. В 2004 году Теффт посещал Украину и от имени государственного департамента США выражал обеспокоенность ходом президентских выборов, в частности, неравным доступом кандидатов к СМИ, имея в виду «оранжевых» политиков.

### Посол США в Грузии

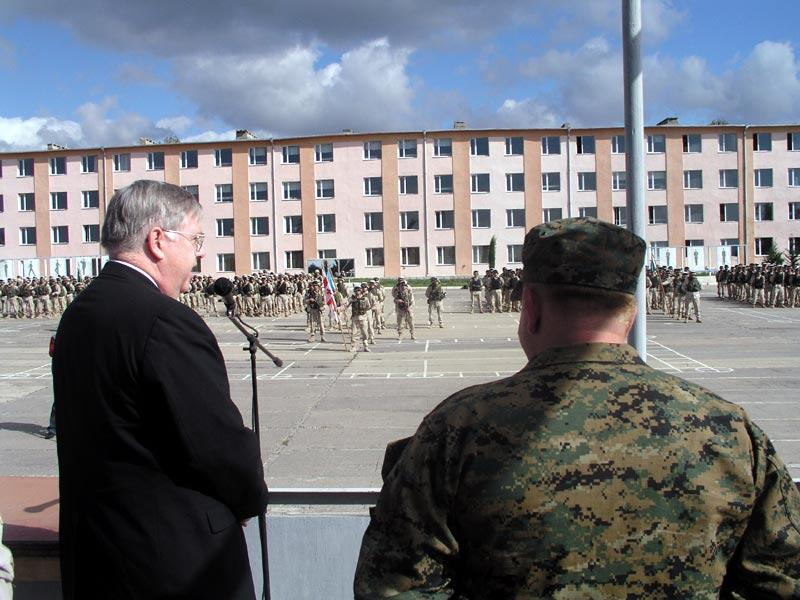
Посол США в Грузии Джон Теффт выступает перед грузинскими военными. Октябрь 2005 года.

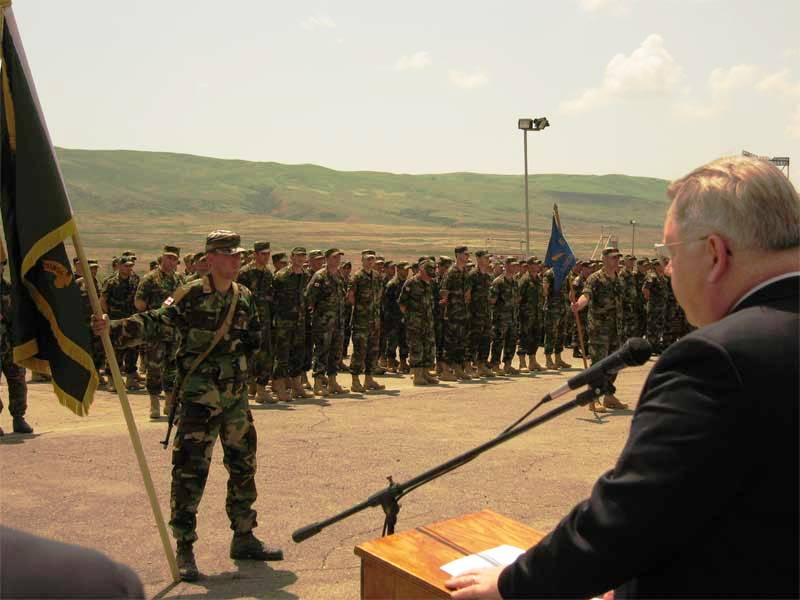
Посол США в Грузии Джон Теффт выступает перед грузинскими военными.

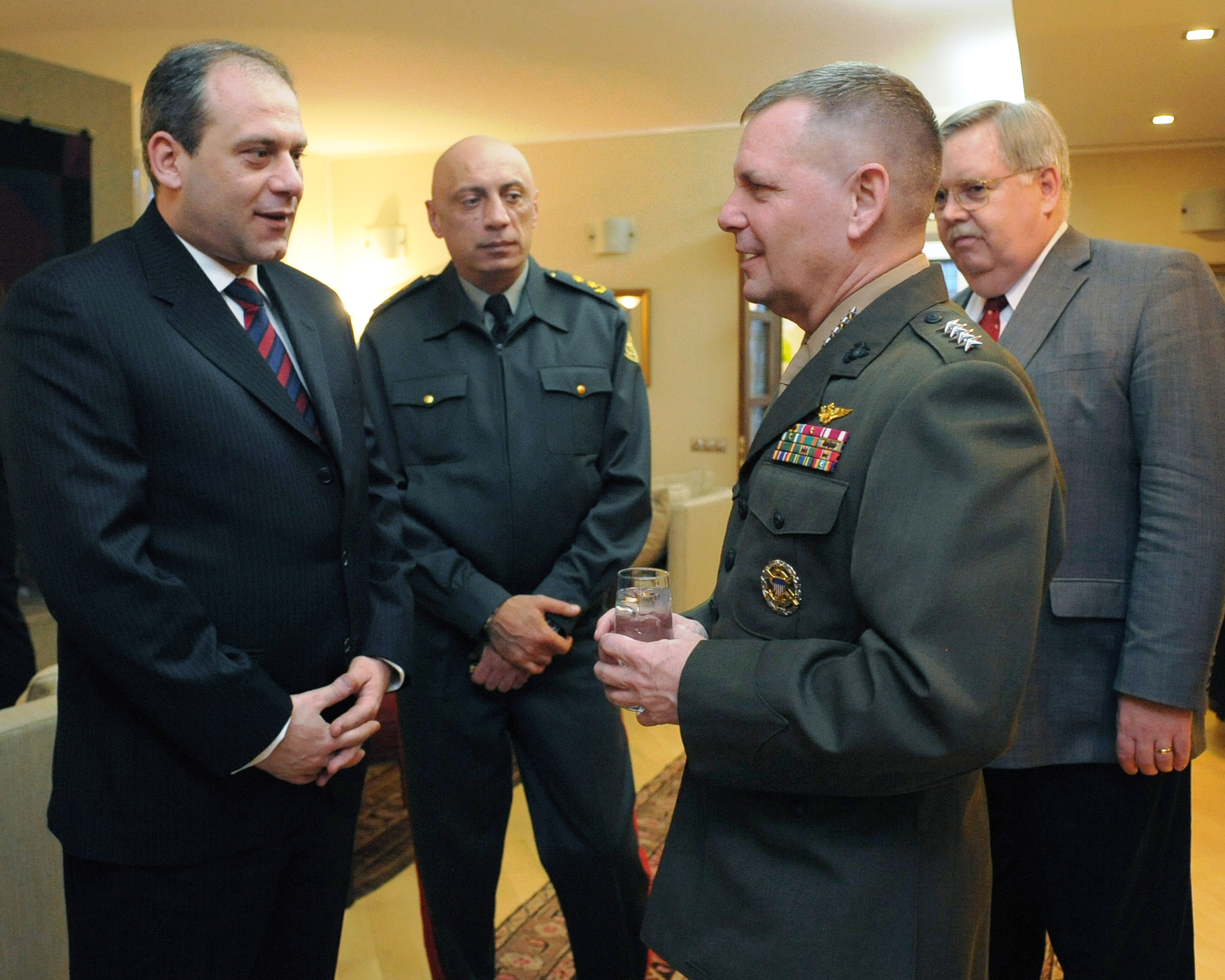
Посол США в Грузии Джон Теффт (справа) с представителями минобороны и командования армии Грузии слушают вице-председателя КНШ США Дж.Картрайта.

С августа 2005 по сентябрь 2009 года Джон Теффт занимал пост посла США в Грузии. Во время его пребывания на этом посту в Грузии произошла война на  территориях Абхазии и Южной Осетии. Деятельность Теффта была высоко оценена президентом Грузии Михаилом Саакашвили, который заявил, что «Теффт стал частью культурной, политической и социальной жизни Грузии» и «любая страна, имеющая дипломата такого ранга, должна этим гордиться». Однако грузинская оппозиция жёстко критиковала посла, в частности, обвиняя его в лояльности к действующей власти, а не к стране, и использовании Саакашвили в целях противодействия России.

### Посол США на Украине
В 2009 году президент Барак Обама выдвинул кандидатуру Теффта на должность посла США на Украине. Кандидатура была утверждена Сенатом США 20 ноября, а 2 декабря Теффт прибыл в Киев. 7 декабря 2009 года посол вручил верительные грамоты украинскому президенту Виктору Ющенко. Этот выбор соратник Виктора Ющенко Олег Рыбачук оценил так: «США прислали наиболее осведомлённого и опытного дипломата, который может в условиях жесткой конфронтации с Россией представлять интересы Соединенных Штатов на Украине. Теффт — „не паркетный“ дипломат. В отличие от российских коллег он привык активно работать в стране, а не только анализировать то, что подготовили референты».
Основным направлением работы Теффта на Украине стала подготовка страны к интеграции Украины в НАТО и снижение влияния России на Украине. Военное сотрудничество Украины и НАТО расширилось, в частности с 2011 года стали регулярными военные учения Украина-НАТО на Яворовском полигоне во Львовской области под названием «Быстрый трезубец» (Rapid Trident), в 2013 году прошли военные учения «Морской бриз» Украины-США-НАТО на военных полигонах под Одессой.
Не раз заявлял о том, что Украине необходимо избавиться от энергетической зависимости от России. В 2009 году была создана американо-украинская рабочая группа по энергетической безопасности, со стороны США в группу вошли представители Национального совета безопасности и Агентства США по международному развитию (USAID). В 2011 году был принят Меморандум о взаимопонимании, согласно которому на Украине должна работать американская геологоразведка.
На период его пребывания послом в  Украине приходится расцвет деятельности Агентства США по международному развитию и многочисленных американских частных фондов. Работая в Киеве, Теффт упомянул о том, что именно он занимается вопросами распределения поступающей от Госдепартамента США финансовой помощи «на развитие демократии». Теффт в частности был регулярным спикером лагерей TechCamp, на которых участников обучали использованию цифровых технологий для мобилизации протестных настроений. В 2011 году Теффт инициировал Ежегодный конкурс журналистов-расследователей под эгидой посольства США и газеты «Украинская правда». В состав жюри вошли небезызвестные впоследствии активисты «Евромайдана»: глава люстрационного комитета Егор Соболев и уполномоченный правительства Украины по вопросам антикоррупционной политики Татьяна Черновол.
Будучи послом на Украине, постоянно организовывал всестороннюю поддержку гей-парадам и акциям, проводимым сексуальными меньшинствами, и выражал им «искреннее сочувствие»
26 февраля 2013 года Барак Обама предложил кандидатуру Джеффри Пайетта в качестве преемника Теффта на посту посла Соединённых Штатов Америки на Украине. Пайетт был приведён к присяге 30 июля 2013 года и прибыл на Украину 3 августа 2013 года.

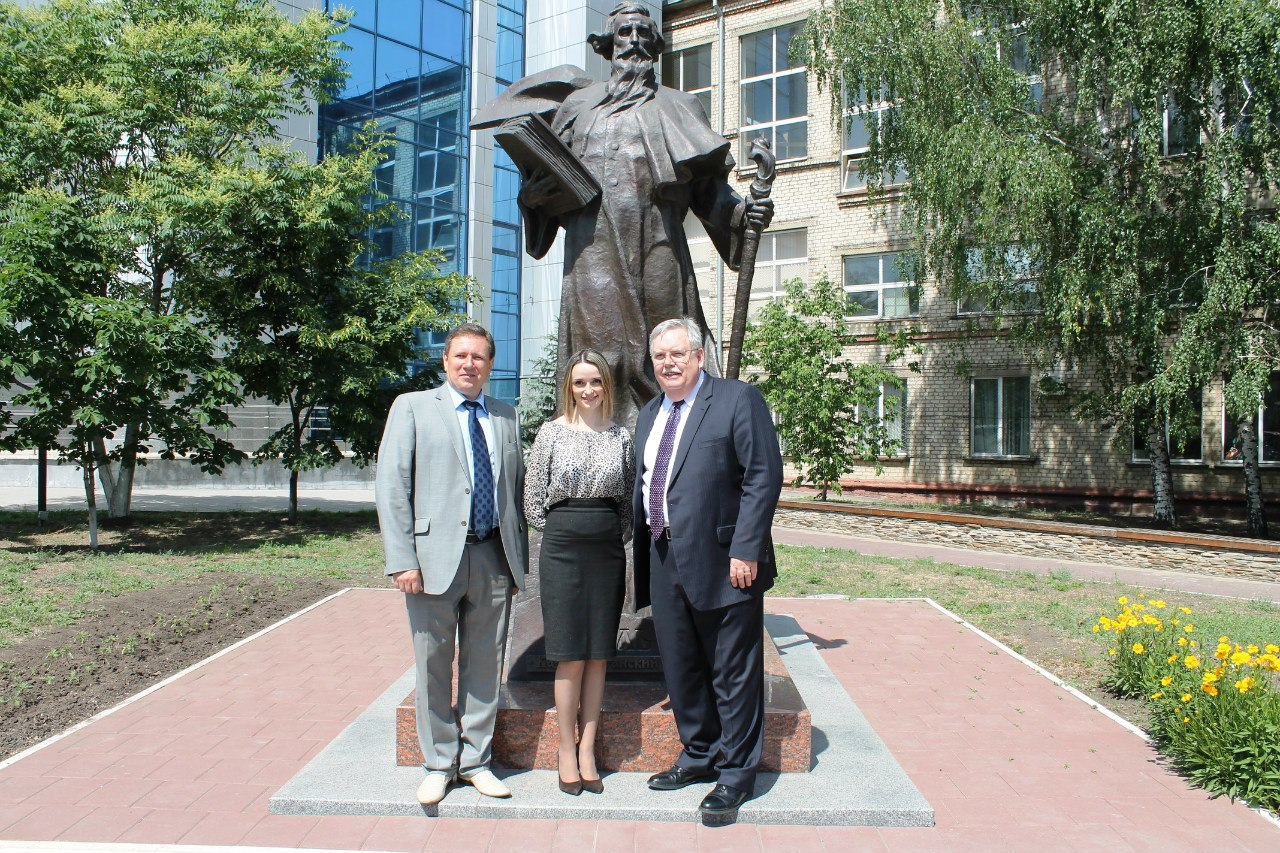
Джон Теффт с визитом в Восточноукраинский национальный университет имени Владимира Даля

В июле 2013 года Джон Теффт посетил с рабочим визитом Восточноукраинский национальный университет имени Владимира Даля в г. Луганске.

### Посол США в России

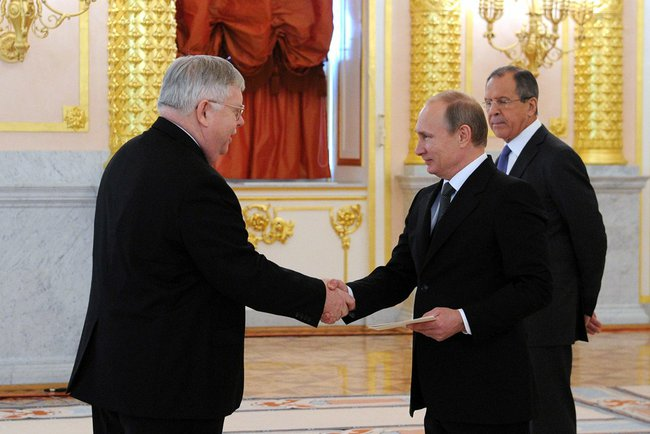
Вручение президенту России Владимиру Путину верительных грамот послом США в России Джоном Теффтом. Москва, Кремль,
19 ноября 2014 года

21 апреля 2014 года было озвучено намерение президента Барака Обамы назначить Теффта послом США в  России. Майкл Макфол заметил, что если кандидатуру на пост нового главы американской дипмиссии в Москве одобрят, то «Теффт будет потрясающим послом, одним из лучших. Идеальный выбор» (с точки зрения интересов США). Неназванный источник в Госдепе утверждает, что его назначение показывает курс администрации США на изоляцию России.
8 июля МИД России выдал согласие на назначение Теффта новым главой диппредставительства США в Москве.

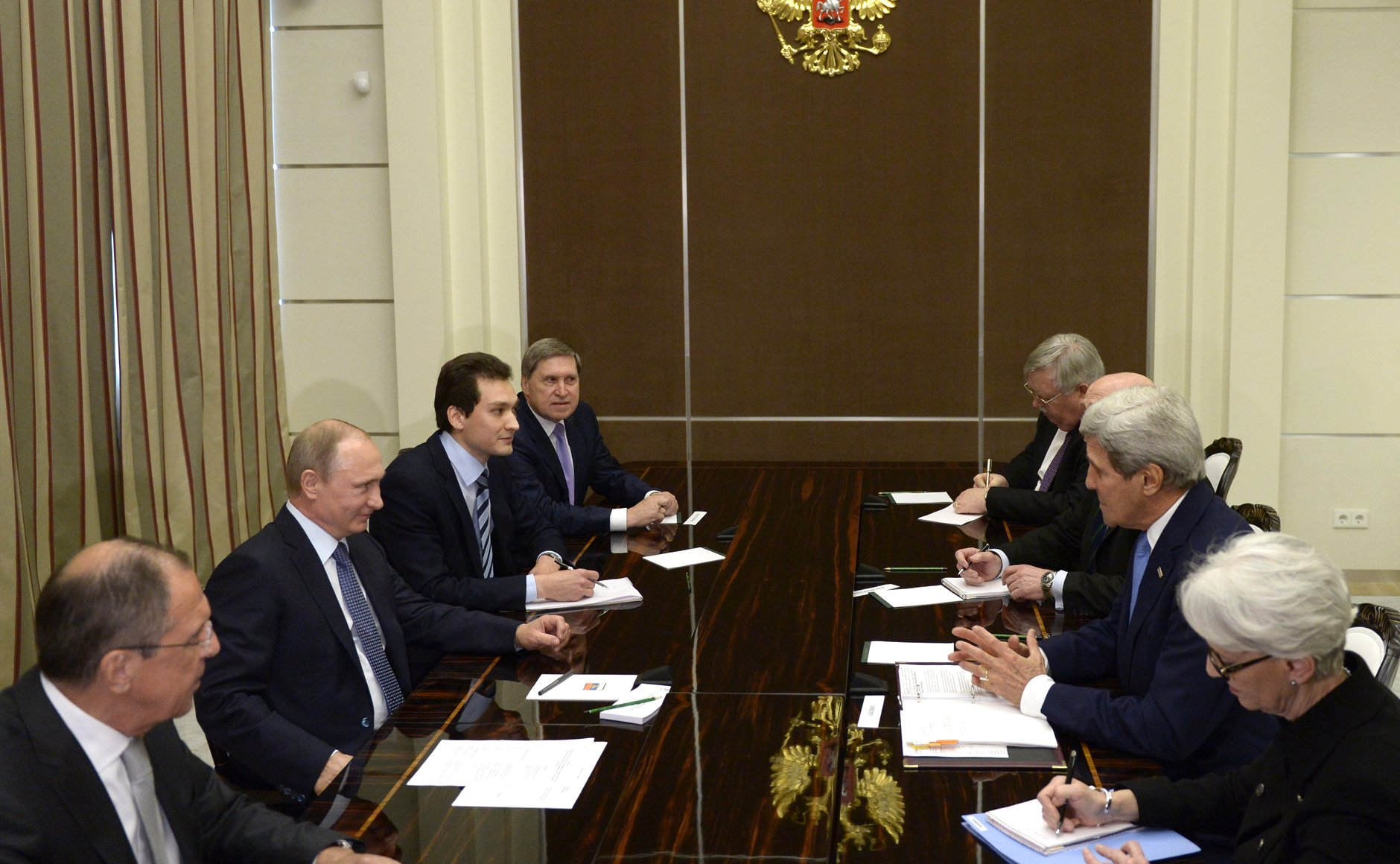
Джон Теффт (крайний справа) на встрече Владимира Путина с Джоном Керри.
Сочи, 12 мая 2015 года

Одобрение МИДа, несмотря на то, что Теффт имеет репутацию жёсткого переговорщика, не склонного к компромиссам, а также специалиста по «цветным революциям», по мнению директора Фонда изучения США имени Франклина Рузвельта Юрия Рогулева объясняется тем, что «Москве, по сути, все равно, кто будет на этой должности. Особенности наших взаимоотношений с США заключаются в том, что и в Америке президент отвечает за внешнюю политику, и в России ответственным за внешнюю политику является президент. Посол в данном случае является неким связующим звеном, поэтому Москве достаточно иметь внятную и влиятельную политическую фигуру. Вот если бы прислали какого-то совсем неизвестного, непрофессионального или заштатного политика, это могло бы расцениваться как выражение некоторого пренебрежения к России или стремление понизить её статус».
31 июля поздно вечером Сенат США утвердил Джона Теффта на должность посла в России. За Теффта проголосовали как демократы, так и республиканцы.
19 ноября 2014 года Теффт вручил верительные грамоты президенту России Владимиру Путину.
В июле 2017 года американское посольство в Москве официально объявило, что Теффт завершит свою деятельность в качестве посла в Москве в начале осени 2017 года. Его сменит Джон Хантсман. 27 сентября Теффт дал прощальный ужин в американском посольстве и 28 сентября 2017 года покинул Россию.

## Семья
Джон Теффт женат, его супругу зовут Мариэлла.

## Награды
- Великий офицер ордена Великого князя Литовского Гядиминаса (20 ноября 2002 года, Литва)[31].
- Памятный знак за личный вклад в развитие трансатлантических отношений Литвы и по случаю приглашения Литовской Республики в НАТО (12 февраля 2003 года, Литва)[32].
- Орден Победы имени Святого Георгия (3 сентября 2009 года, Грузия)[33]